# Passadiços do Mondego
Os Passadiços do Mondego são um conjunto de passadiços de madeira que constituem um itinerário pedestre nas margens do Rio Mondego e Ribeira do Caldeirão. Começa no arco da barragem do Caldeirão e termina junto à aldeia de Videmonte. 
Caminhando em passadiços, pontes suspensas e estradões, o percurso dista cerca de 12 quilómetros e soma mais de 600 metros de desnível acumulado.

## História
O concurso para a construção foi publicado em Diário da República no dia 28 de maio de 2018 pelo, à altura, presidente de Câmara Municipal da Guarda, Álvaro Amaro.
Abriram ao público no dia 6 de Novembro de 2022 numa cerimónia que contou com a presença da Ministra da Coesão Territorial, Ana Abrunhosa . 
Estiveram encerrados no dia 9 de Abril de 2023, dia de Páscoa, devido a um incêndio que deflagrou na União de Freguesias de Mizarela, Pero Soares e Vila Soeiro e que foi extinto antes de se aproximar da infraestrutura.